# Presentación de antígeno
La presentación de antígeno es un proceso de vital importancia. Debido a que las células T sólo reconocen los antígenos mostrados en las superficie celular, se necesita un complejo que presente dichos antígenos para detectar células infecciosas. Tras la infección con virus o bacterias, las células presentan en su superficie celular fragmentos peptídicos endógenos, derivados del patógeno, mediante las moléculas del complejo principal de histocompatibilidad (MHC) en el hombre también llamadas Antígenos Leucocitarios Humanos (HLA). Existen dos tipos de moléculas MHC, dependiendo de la procedencia del antígeno que presentan: las moléculas MHC de clase I (MHC-I), que presentan péptidos procedentes del citosol, y las moléculas MHC de clase II (MHC-II), que se unen a los péptidos generados en vesículas de endocitosis. Las células T pueden reconocer entre diez y cientos de miles de péptidos porque cada molécula del MHC puede unirse a un rango diferente de péptidos.

## Antígenos intracelulares: Clase I
Las células T citotóxicas  patrullan regularmente las células del cuerpo para mantener el organismo sano. Cada vez que detectan signos de enfermedad, por ejemplo la presencia de virus o bacterias intracelulares, inician procesos para destruir la célula potencialmente dañina. Para efectuar el reconocimiento, todas las células nucleadas del cuerpo (junto con las plaquetas) presentan moléculas MHC de clase I. Los antígenos endógenos generados dentro de las células son reconocidos por las moléculas MHC de clase I y presentados en la superficie celular. Esta ruta de presentación de antígenos permite al sistema inmunitario detectar células transformadas o infectadas que presentan péptidos procedentes de proteínas propias modificadas o proteínas extrañas.
En el proceso de presentación, esas proteínas son degradadas en pequeños péptidos principalmente por proteasas citosólicas en el proteasoma, pero hay otras vías proteolíticas citoplásmicas. Después, el transportador asociado al procesamiento de antígeno (TAP) transloca los péptidos citosólicos hacia el lumen del retículo endoplasmático (RE), mediante un mecanismo de transporte dependiente de ATP. Varias chaperonas del RE intervienen en el ensamblaje deL MHC de clase I, como calnexina, calreticulina y Tapasina. Debido a la asociación entre TAP y MHC de clase I, los péptidos se unen a las moléculas MHC-I. Después de escindirse de la Tapasina, los complejos péptido-MHC-I (pMHC-i) salen del RE y son transportados a la superficie celular mediante vesículas exocíticas.
Las células T citotóxicas no pueden eliminar directamente las células transformadas o infectadas. Tienen que ser activadas por los complejos pCMH-I de células presentadoras de antígeno (APCs). Los antígenos pueden presentarse directa o indirectamente (presentación cruzada) a partir de células infectadas por virus o no infectadas. Tras la interacción entre pCMH-I y TCR, en presencia de una señal coestimuladora y/o citocinas, las células T son activadas y matan a las células diana (células infectadas o dañadas) mediante la inducción de citotoxicidad.
La presentación cruzada es un caso especial en el que las moléculas MHC de clase I son capaces de presentar antígenos extracelulares, generalmente presentados por moléculas del MHC de clase II. Esta capacidad aparece en distintas APCs, mayoritariamente en células dendríticas, que estimulan a las células T CD8 +. Este proceso es esencial cuando las APCs no están infectadas directamente, desencadenando la respuesta inmune antiviral y antitumoral.

## Antígenos extracelulares: Clase II
Los antígenos del espacio extracelular, son endocitados en vesículas y presentados en la superficie celular por moléculas MHC de clase II a las células T CD4+. Solamente las APC profesionales expresan constitutivamente esta clase de moléculas MHC, tales como células dendríticas, linfocitos B o macrófagos, de modo que la expresión de los antígenos MHC de clase II es mucha más restringida que la de los MHC de clase I (en todas las células nucleadas del organismo).
Las APCs normalmente internalizan antígenos exógenos por endocitosis, pero también por pinocitosis, macroautofagia, microautofagia endosomal o autofagia mediada por chaperonas. En el primer caso, después de la internalización, los antígenos están encerrados en vesículas llamadas endosomas. Existen tres compartimientos implicados en esta vía de presentación de antígeno: endosomas tempranos, endosomas tardíos o endolisosomas y lisosomas, donde los antígenos son hidrolizados por enzimas (hidrolasas ácidas, glucosidasas, proteasas, lipasas ...). Este proceso es favorecido por la reducción gradual del pH. La proteasa principal es la catepsina y el resultado es la degradación de los antígenos en oligopéptidos.
Las moléculas MHC de clase II son transportadas desde el RE a los endosomas por la cadena Invariante (Ii, CD74). Unas moléculas MHC de clase II no clásicas (HLA-DM) catalizan el intercambio de parte de CD74 (CLIP) con el antígeno peptídico. Los complejos péptido-MHC de clase II (pCMH-II) son transportados hasta la membrana plasmática y el antígeno procesado se presenta a las células T CD4+ en los ganglios linfáticos y otros órganos linfoides secundarios.
Las células dendríticas sufren un proceso de maduración mientras migran, mediante señales quimiotácticas, a los tejidos linfoides, en los que pierden la capacidad fagocítica y desarrollan una mayor capacidad de comunicación con las células T mediante presentación de antígeno. Al igual que las células T CD8+, las APCs necesitan pMHC-II y señales coestimuladoras adicionales para activar a las células T cooperadoras.

## Antígenos intactos: Presentación a linfocitos B
Los receptores de células B se unen a antígenos no procesados, intactos, en lugar de a proteínas digeridas y presentadas por moléculas MHC. Los antígenos pequeños a veces encuentran células B después de difundirse por sí solos a los ganglios linfáticos, pero partes más grandes de antígeno intacto parecen ser presentadas a las células B por células dendríticas foliculares y macrófagos. Parece que estos macrófagos expresan comparativamente niveles más bajos de enzimas lisosomales y por lo tanto son menos propensos a digerir el antígeno que han capturado antes de presentarlo.

## Patologías relacionadas
Hay deficiencias en las moléculas del MHC (HLA) que dan lugar a fallos en la presentación de antígenos que provocan la aparición del Síndrome del linfocito desnudo. Se trata de un conjunto de inmunodeficiencias combinadas primarias que se caracterizan por una ausencia en la expresión, parcial o completa, de los antígenos MHC (de clase I o de clase II) en la superficie de determinadas células. Son de origen genético, las mutaciones no afectan a los propios genes que codifican para los proteínas HLA sino a factores que controlan su transporte y/o regulación. Existen dos tipos bien definidos de este síndrome:

#### Síndrome del linfocito desnudo clase I
Los genes afectados codifican para las proteínas transportadores peptídicos (complejo TAP), por lo que los antígenos no se van a poder unir a moléculas MHC de clase I, en consecuencia, la vía de presentación de antígenos citosólicos no funciona.

#### Síndrome del linfocito desnudo clase II
Hay mutaciones en los genes que codifican para factores reguladores (CIITA, RFXANK, RFX5, RFXAP) de las moléculas MHC de clase II. La ausencia de estos factores impide que las células presentadoras de antígeno expresen antígenos MHC de clase II, por lo que, la vía de presentación de antígenos endocitados será defectuosa.

En ambos tipos se producen defectos importantes en la inmunidad, tanto humoral como celular. Los pacientes que sufren esta patología son mucho más susceptibles de sufrir infecciones graves y recurrentes.